# Tournooiveld

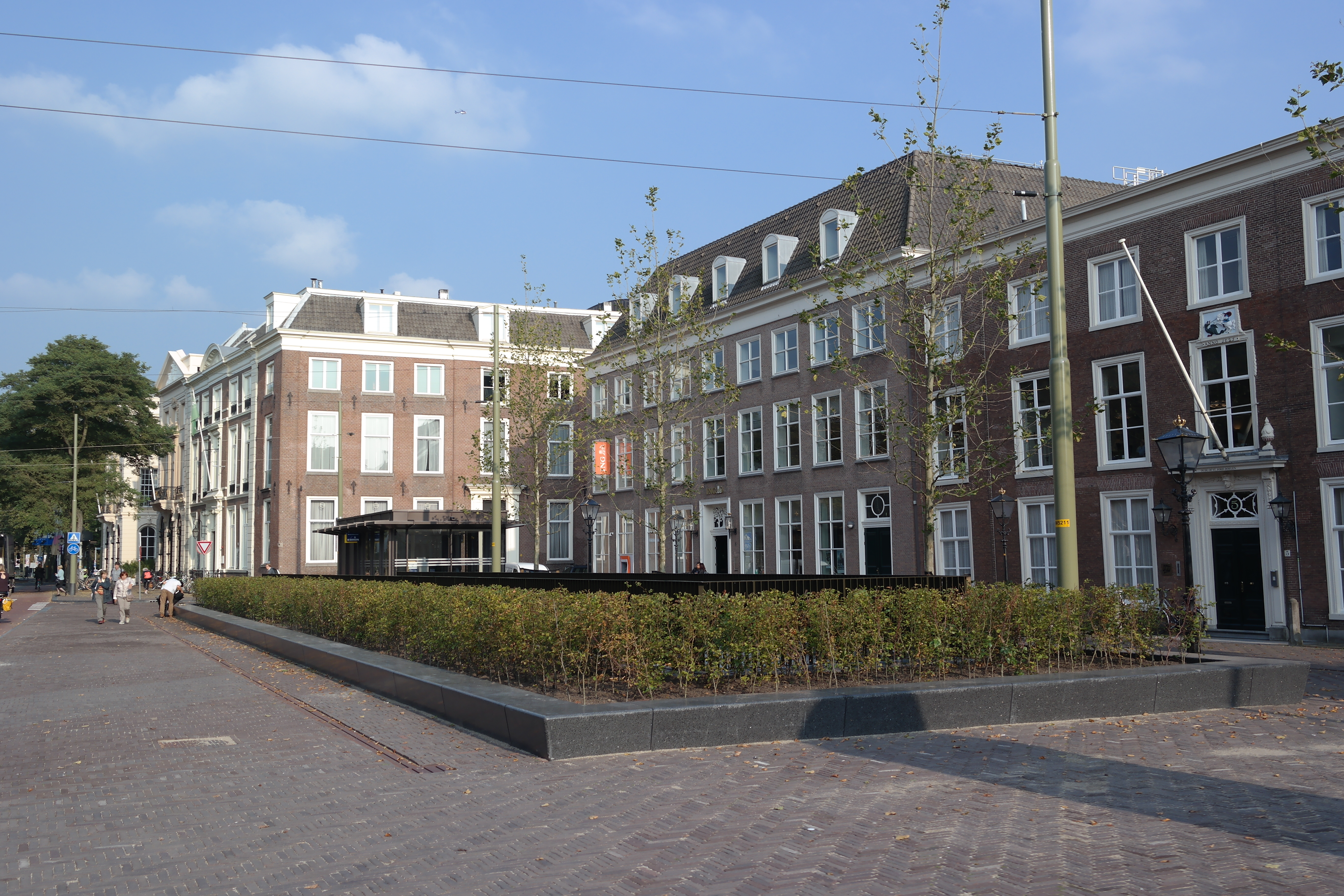
Het Toernooiveld sinds oplevering van de parkeergarage

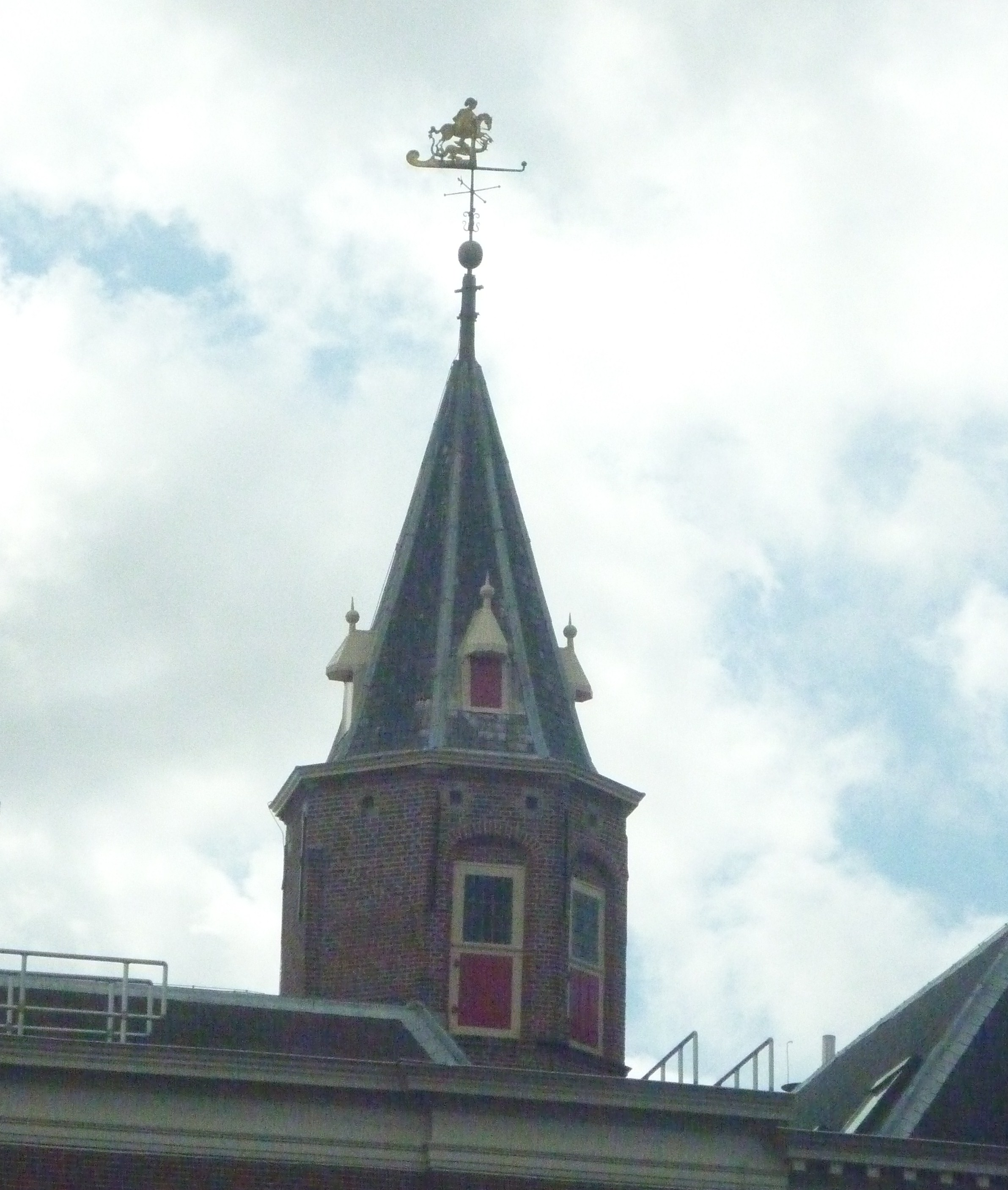
Toren van de St Jorisdoelen uit 1625

Het Tournooiveld in Den Haag is een korte straat tussen de Korte Vijverberg en de Lange Houtstraat. Het Tournooiveld ligt vlak bij het Binnenhof. Het verbindt de Lange Vijverberg en het Korte Voorhout. Het Lange Voorhout ligt dwars op het Tournooiveld.
Vroeger lag het Tournooiveld aan de rand van de stad, net buiten de stadspoort, die in de eerste helft van de 17de eeuw werd afgebroken.
In de 14de en 15de eeuw werden op het Tournooiveld schietwedstrijden gehouden tussen de twee Haagse Schuttersgilden. De St Jorisgilde had een eigen schietbaan naast het Tournooiveld, de schietbaan van St Sebastiaansgilde lag langs de Korte Vijverberg. Het gebouw van de Sint-Jorisdoelen werd rond 1600 sterk verbouwd, uit welke tijd nog het torentje bewaard gebleven is. De in 1621-1625 aangebrachte trapgevel met voluten maakte in 1774 plaats voor de thans nog bestaande strakke classicistische gevel naar ontwerp van landsbouwmeester Cornelis Jacob van der Graaff (1734-1812). Bij de zeer ingrijpende verbouwing van 1988-1990 bleef van het oude gebouw achter die gevel niet veel meer dan het torentje over.

## Panden

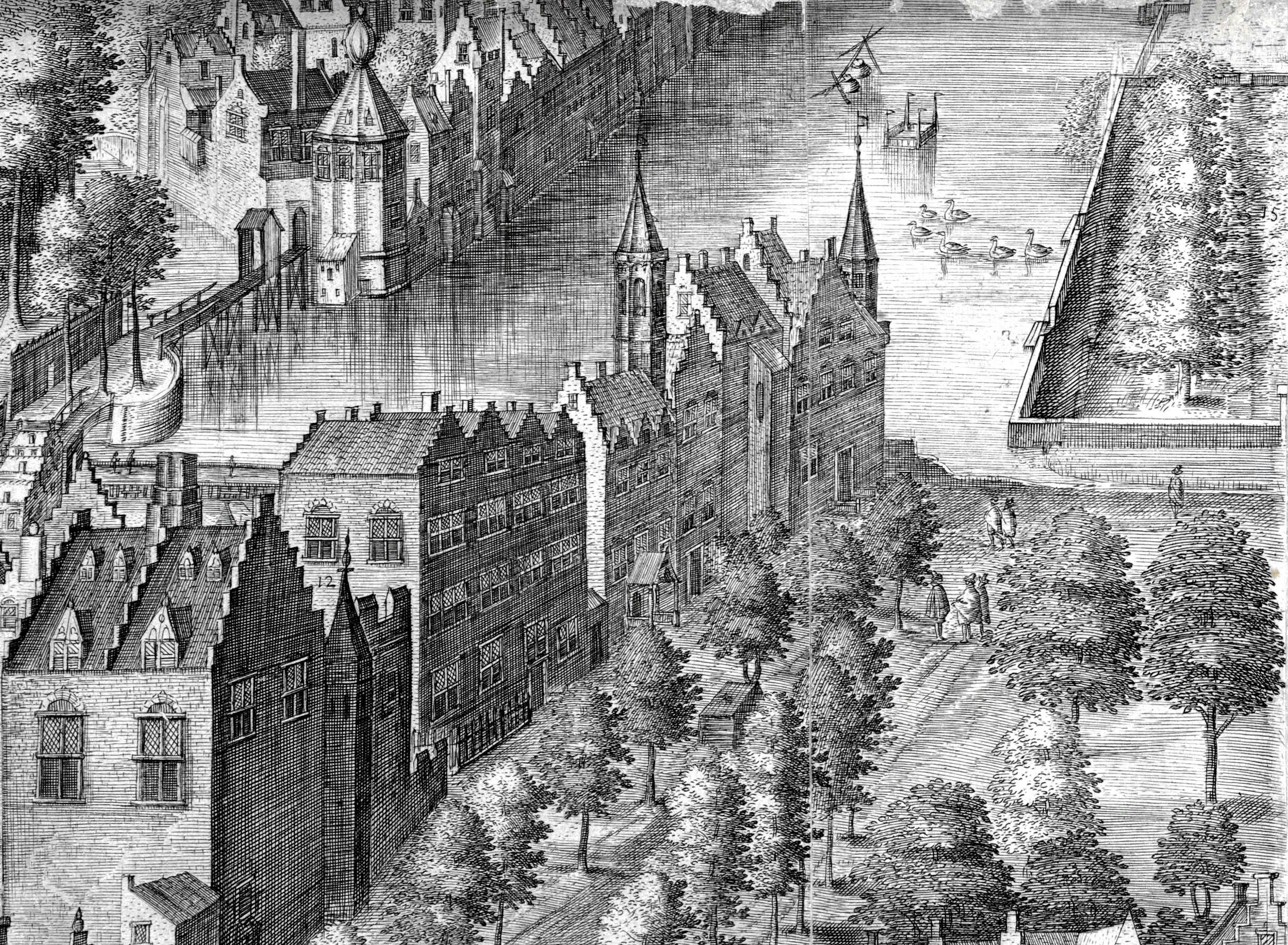
Tournooiveld met Doelengebouw. (1608) Jan van Londerseel

De huizen langs het Tournooiveld kijken uit op het Lange Voorhout.
Karel Christiaan van Nassau-Weilburg had een van die huizen, een klein stadspaleis. Op de hoek van de Lange Vijverberg en het Tournooiveld, nu het adres Tournooiveld 1, stond het Logement of Hotel van Dordt, waar in de 17e en 18e eeuw de afgevaardigden van de stad Dordrecht logeerden als ze deelnamen aan de Staten Generaal in Den Haag. Dit Logement werd tot een groot stadspaleis verbouwd door Hendrik Adriaan Caan (1755-1816), hoogheemraad van Delfland. Na hem werd het onder meer bewoond door de politicus Hendrik Johan Caan en diens zoon, de latere burgemeester van Rijswijk, Jan Hendrik Caan van Neck (1817-1872). In 1928 werd het gebouw verkocht en kwam er moderne nieuwbouw. Op de begane grond kwam een autoshowroom en daarboven werden luxeappartementen gebouwd, die uitzien over de Hofvijver naar het Mauritshuis. Toen de showroom in 1930 leeg kwam te staan vestigde Lensvelt Nicola daar een tearoom. In 1966 werden de deuren van Lensvelt Nicola gesloten. Er kwam weer een autoshowroom, ditmaal van BMW-importeur Alimpo. Nu is er een wijnbar.
Tegenwoordig worden de huizen als kantoor gebruikt. De ING is op nummer 6 op de hoek van de Lange Houtstraat. Vroeger stond er een ander pand, waar de Twentsche Bank kantoor had. Op nummer 5, de Sint-Jorisdoelen, zit de parlementaire redactie van de Volkskrant.

## Openbaar vervoer
Het Tournooiveld was tijdens de 17de en 18de eeuw het vertrekpunt van de koetsen die naar Leiden gingen.
In 1864 reed hier de eerste paardentramlijn in de Benelux. Vanaf 1904 werd deze elektrisch, waarna nog vele lijnen volgden. Die takten ook af naar het Korte Voorhout, kwamen vanaf het Plein het Tournooiveld op, en staken het ook over van/naar de Denneweg. Het Plein was hèt tramknooppunt. In de loop der jaren passeerden lijn 1 (1e), 2 (2e), 3 (1e), 3A (2x), 8, 9, 15 (4e & 5e), 16, 17 (2e & 4e), 21 en de unieke elektrische lijn A het Tournooiveld. Anno 2022 rijden lijn 15 (6e), 16 en 17 (5e) er.

## Parkeergarage Museumkwartier
Onder het Tournooiveld ligt een ondergrondse parkeergarage naast de voormalige Amerikaanse ambassade van twee verdiepingen. In 2015 werd met de bouw begonnen na jarenlange discussies. In maart 2015 werden ondanks protesten vijf oude kastanjes gekapt en drie lindes verplant. Enkele maanden later werden de damwanden geplaatst. De garage werd geopend op 23 december 2016 en biedt plaats aan 320 auto's.